# Hebron (Maine)
Hebron – miasto w Stanach Zjednoczonych, w stanie Maine, w hrabstwie Oxford.